# Mornar Bar
Mornar Bar ist ein Sportverein im montenegrinischen Bar. Verschiedene Sportler des Vereins und insbesondere Mannschaften in verschiedenen Sportarten agieren weitgehend unabhängig voneinander unter dem gemeinsamen Namen und den Farben von Mornar (deutsch Matrose).

## Abteilungen
- FK Mornar Bar, montenegrinische Fußballmannschaft
- KK Mornar Bar, montenegrinische Basketballmannschaft
- RK Mornar Bar, montenegrinische Handballmannschaft